# 快樂之道 (山達基)
快樂之道（英文：The Way to Happiness）是新興宗教山達基教創始人L·羅恩·賀伯特於1980年所著的一本小手冊，其中列舉21項基於常識的道德守則。於1981年首次出版，其目的在於遏阻當前社會道德衰退，恢復人們的正直和互信，最終「清新」整個世界。《快樂之道》可在各種場所（例如學校、便利店、災場等等）取得。山達基教會內自然也提供快樂之道課程，可以在各個級別的山達基機構或家中進修此書本。
山達基教會宣傳稱《快樂之道》手冊並非宗教材料，而只是引用賀伯特的理論和實踐。批評者指出，手冊實際上包含了山達基教特有的理念想法，其作爲通往完全自由之橋的基礎課程，是教會招募新教徒的工具。

## 快樂之道基金會
手冊通常由屬於生活與教育改善協會的快樂之道國際基金會（The Way to Happiness Foundation International）發送，其地方組織（如台灣快樂之道協會）也並不直屬於山達基教會而是教會管轄的清新擴展委員會，這些組織均是推廣山達基的思想理論機構。
快樂之道基金會成立的宗旨是在於出版和大量發送《快樂之道》。透過大量的推廣，以扭轉道德日漸淪喪的趨勢，「清新」整個世界。《快樂之道》傳遞到世界各個角落，因而促進家庭、朋友、團體、社區、國家與人類間的包容與了解──創造一個更安全、更祥和的世界。

## 虛假宣傳

### 謊稱政府關聯
2005年，加州洛杉磯警察局指揮官麥克唐寧抱怨說，「山達基教會捏造了他在《通往幸福之路》網站上對其的認可，促使洛杉磯警察局否認對山達基教和《通往幸福之路》手冊的任何認可」。
2007年，幸福之路基金會製作並分發了手冊，並附有地方行政首長認可的樣本。這些書被送到市長辦公室，並附信要求市長購買這些書在他們的城市分發。德州的達拉斯市長對這種未經授權使用市長標誌和達拉斯市徽的行為表示不滿，他表示：「顯然我們不太舒服，我們也認為在我們不知道的東西上使用達拉斯市徽、市長的標誌或我自己的名字是不合適的。」根據《達拉斯晨報》 報道，達拉斯市檢察官辦公室正在研究有關此事的可能回應方案。
同樣，在加州舊金山市，市長辦公室也收到了一箱手冊，並對未經授權使用市長形象、標誌和市印的行為表示不滿。據美聯社報道，該市命令山達基教團體停止在其宣傳冊上使用未經授權的市長加文·紐瑟姆的照片。 舊金山市長官方發言人發表聲明稱：「市長不支持在這本手冊上未經授權使用他的形象或市徽。」 舊金山市檢察官給「幸福之路基金會」寫信援引加州法律，該法律禁止此類欺騙性和誤導性廣告導致讀者誤以爲手冊可能造成來自政府機構。市檢察官還援引了舊金山法律，規定市徽的任何商業用途都必須得到監事會的批准。
同時，在加拿大馬尼托巴省的溫尼伯，印有溫尼伯市徽和市長薩姆·卡茨（Sam Katz）照片的手冊也如法炮製，被送到市長辦公室。政府聲明沒有採取法律行動：「這顯然是發送到我們辦公室的樣本，未經我們辦公室批准或支付費用......如果材料以我們的名義虛假背書並分發，那將會有一個不同的故事。」
在2007年出版的美國大使館電報中，德國漢堡市議會的旨在解決所有危害社會的「破壞性團體」問題的「山達基工作小組」主任烏蘇拉·卡貝塔（Ursula Caberta）也獲得了一本包含漢堡市長照片和簽名的《幸福之路》手冊。卡伯塔稱，「山達基經常使用誤導性的方法來欺騙個人加入，並稱此類手冊已分發到德國其他城市。對於不熟悉山達基出版物的人來說，這本手冊看起來非常像漢堡市政府的資訊手冊。」
2008年3月，在美國佛羅里達的數百名官員投訴後，「幸福之路基金會」同意停止向佛羅里達州官員發送數千份未經請求的個人化手冊。這些寄給各個市長的手冊上正面有市長的名字，背面有市長的認可，還有佛羅里達州旗和當地市政廳地址。書上註釋甚至建議讀者如果有進一步問題，請聯絡市政廳。該基金會表示，已向佛羅里達州市長、企業和社區團體發送了約2,800封郵件，其中包括總共25萬本手冊。在收到投訴後，基金會解釋說，這些書只是樣本，旨在鼓勵收件人購買更多書本，並表示今後將只發送非個人化的庫存書本。

### 謊稱商業合作
在2007新年大會，教會主席大衛·密斯凱維吉在總計往年傳教成勣時，其中就是以派發出多少本《快樂之道》冊子為數據。主席稱，在俄勒岡州的某旅館以《快樂之道》代替了《聖經》作爲免費讀物。爲了努力解決「第三世界的形象問題」，主席也宣稱與巴基斯坦的可口可樂和飛利浦公司、全非洲的戴爾等商業機構合作派發。主席宣稱在台灣的四千多家7-Eleven便利店其中可以找到《快樂之道》，教育部也訂了25萬冊。然而，飛利浦和7-11的代表在受《洛杉磯時報》采訪時表明，他們不知道有任何此類合作，但表示正在調查此事。